# Universidad del Tolima
La Universidad del Tolima (UT)  es una institución académica de educación superior colombiana de carácter público, sujeta a inspección y vigilancia por medio de la Ley 1740 de 2014 y la ley 30 de 1992  del Ministerio de Educación de Colombia. Con sede principal en Ibagué, capital del departamento del Tolima, del que lleva su nombre. En su sede principal cuenta con 5 programas tecnológicos, 30 de pregrado y 35 de posgrado, unos en modalidad presencial y otros en modalidad a distancia en distintas regiones del país. D Fue fundada el 21 de mayo de 1945. El 17 de julio de 2020 el Ministerio de Educación Nacional de Colombia le otorgó la Acreditación Institucional de Alta Calidad por 4 años, tras cumplir con todos los procedimientos y requisitos exigidos para alcanzar esta dignidad.
La Universidad del Tolima es un ente universitario autónomo, de carácter estatal u oficial, del orden departamental, creado por la Ordenanza n.º 005 de 1945, con personería jurídica, autonomía académica, administrativa y financiera, y patrimonio independiente, que elaborará y manejará su presupuesto de acuerdo con las funciones que le corresponden. En lo concerniente a las políticas y la planeación del sector educativo, está vinculada al Ministerio de Educación Nacional.

## Historia
En 1945, siendo diputado a la Asamblea del Departamento del Tolima para el período 1944-1946, don Lucio Huertas Rengifo, presentó un proyecto de ordenanza por el cual se creaba la Universidad del Tolima; este fue aprobado mediante la Ordenanza n.º 05 del 21 de mayo de 1945 y pasó a sanción del Gobernador.
La Universidad del Tolima nació con la firma del Decreto n.º 357 del 10 de marzo de 1955, que al amparo de la Ordenanza n.º 26 del 16 de diciembre de 1954 le asignaba recursos del presupuesto departamental. Este Decreto creó los cargos de Rector y de Decano de la Facultad de Agronomía.
El 12 de marzo de 1955 se inauguró oficialmente la Universidad del Tolima, en terrenos de la Escuela Agronómica de San Jorge (de los salesianos). Poco tiempo después se creó la Escuela de Enfermería, por Decreto N.º 099 del 31 de enero de 1956 y se anexó la Escuela de Bellas Artes, creada por Decreto N.º 1236 del 18 de octubre de 1955.
Para el primer semestre de 1956, la Universidad del Tolima contaba con Facultad de Ingeniería Agronómica, Escuela de Enfermería y Escuela de Bellas Artes.
A partir de la década de los 90, la Universidad del Tolima inicia la apertura de programas en el nivel de postgrado y abre el camino hacia el mejoramiento del nivel académico en todos sus programas.
Actualmente, la Universidad es ampliamente conocida a nivel de todo el país por la calidad de los programas que ofrece en el ámbito de las ciencias agropecuarias, con una tradición de más de medio siglo formando profesionales.
El 21 de julio de 2020 recibió la Acreditación de Alta Calidad, otorgada por el Ministerio de Educación Nacional.

## Programas de Pregrado

### Presencial

#### Programas Tecnológicos
- Tecnología en Topografía
- Tecnología en dibujo Arquitectónico y de Ingeniería
- Tecnología en Regencia de Farmacia

#### Programas Profesionales
- Administración de Empresas
- Arquitectura
- Artes plásticas y visuales
- Biología
- Ciencia Política
- Comunicación Social y Periodismo
- Derecho
- Economía
- Enfermería
- Historia
- Ingeniería Agroindustrial
- Ingeniería Agronómica
- Ingeniería Forestal
- Licenciatura en Ciencias Naturales y Educación Ambiental
- Licenciatura en ciencias sociales
- Licenciatura en Educación física, Recreación y Deportes
- Licenciatura en Lengua Extrajeras con Énfasis en Inglés
- Licenciatura en Literatura y Lengua Castellana
- Licenciatura en Matemáticas
- Matemáticas con énfasis en estadística
- Medicina
- Medicina Veterinaria y Zootecnia
- Negocios internacionales
- Sociología
- Química
- Física

### Distancia

#### Programas Tecnológicos
- Tecnología en Gestión de Bases de Datos
- Tecnología en Protección y Recuperación de Ecosistemas Forestales
- Tecnología en Regencia de Farmacia
- Tecnología en educación infantil
- Tecnología en atención  del riesgo

#### Programas Profesionales
- Administración Financiera
- Administración Turística y Hotelera
- Ingeniería de Sistemas por Ciclos propedéuticos
- Ingeniería en Agroecología
- Licenciatura en Ciencias Naturales y Educación Ambiental
- Licenciatura en Educación Artística
- Licenciatura en educación infantil
- Licenciatura en literatura y lengua castellana
- Seguridad y Salud en el Trabajo

## Programas de Posgrado

### Especializaciones
- Especialización en Auditoría y Garantía de calidad en salud
- Especialización en Derechos Humanos y Competencias Ciudadanas
- Especialización en Dirección de organizaciones
- Especialización en Enfermería en cuidado crítico del adulto
- Especialización en Epidemiología
- Especialización en Gerencia de Mercadeo
- Especialización en Gerencia de Talento Humano y Desarrollo organizacional
- Especialización en Gestión Ambiental y Evaluación de Impacto Ambiental
- Especialización en Gestión de la Seguridad y Salud en el Trabajo
- Especialización en Pedagogía
- Especialización en Finanzas
- Especialización en Gerencia de Instituciones Educativas
- Especialización en Gerencia de Proyectos
- Especialización en Derecho administrativo

### Maestrías
- Maestría en Ciencia y Tecnología Agroindustrial
- Maestría en Administración
- Maestría en Administración de Empresas en Salud
- Maestría en Ciencias Biológicas
- Maestría en Ciencias de la Cultura Física y el Deporte
- Maestría en Ciencias - Física
- Maestría en Ciencias Pecuarias
- Maestría en Clínica Médica y quirúrgica de pequeños animales
- Maestría en Desarrollo Rural
- Maestría en Didáctica del Inglés
- Maestría en Educación Ambiental
- Maestría en Educación
- Maestría en Gestión Ambiental y Evaluación del Impacto Ambiental
- Maestría en Literatura
- Maestría en Matemáticas
- Maestría en Planificación y Manejo Ambiental de Cuencas Hidrográficas
- Maestría en Territorio, Conflicto y Cultura
- Maestría en Pedagogía y Mediaciones Tecnológicas
- Maestría en Urbanismo

### Doctorados
- Doctorado en Ciencias Agrarias
- Doctorado en Ciencias Biológicas
- Doctorado en Ciencias Biomédicas
- Doctorado en Ciencias de la Educación
- Doctorado en Planificación y Manejo Ambiental de Cuencas Hidrográficas

## Consejo Superior
El Consejo Superior Universitario es el máximo órgano de dirección y gobierno de la Universidad y todos sus miembros participan con derecho a voz y voto, excepto el (la) Rector(a), quien solo lo hace con derecho a voz. Está integrado por:
- El Gobernador del departamento del Tolima o su delegado, quien lo preside (Ricardo Orozco Valero)
- Un miembro designado por el presidente de la República (Gustavo Petro)
- El ministro de Educación Nacional o su delegado (Aurora Vergara)
- Un representante de exrectores o su suplente (Fernando Misas Arango / Edgar Machado)
- Un representante de docentes de la Universidad o su suplente (Mónica Obando Cháves / César Humberto Cuellar)
- Un representante de las directivas académicas de la Universidad o su suplente (Carlos Arturo Gamboa Bobadilla / Yenny Fernanda Urrego Pereira)
- Un representante de estudiantes de la Universidad o su suplente (Jorge David Vásquez Díaz / Víctor Alfonso Zapata)
- Un representante de graduados de la Universidad del Tolima o su suplente (Yuli Andréa López Carvajal / Camilo Andrés Pérez Zúñiga)
- Un representante del sector productivo o su suplente (Gabriel Márquez Cifuentes / Zulma Esperanza Barrios Herrán)
- El Rector de la Universidad (Omar Albeiro Mejia Patiño)